# Lionel Tiger
Lionel Tiger (* 1937 in Montreal, Kanada) ist ein amerikanischer Anthropologe. Er lehrt an der Rutgers University im US-amerikanischen New Jersey.
Tiger wurde als Sohn einer jüdischen Familie im katholischen frankokanadischen Québec geboren. An der McGill University schloss er 1957 mit dem Bachelor und 1959 mit dem Master of Arts ab. Die Promotion zum Ph.D. erfolgte 1962 an der London School of Economics. Tiger war Assistant Professor an der University of British Columbia (1963–69) und an der Rutgers University (1969–72), seitdem lehrt er dort als Professor.
Tiger gilt als Erfinder des Begriffs Male bonding, den er in seinem Werk Men in Groups ausführt: Er zeigte, dass sich Freundschaft im Sinne von Kameraderie entwickelt, wenn Männer gleiche Interessen pflegen.
In seinem 2010 erschienenen Buch God’s Brain versucht er eine Erklärung des Phänomens Religiosität: 80 Prozent der Menschheit sehen sich heute als religiös, also sei die These des 19. Jahrhunderts, Religion sei zum Verschwinden verurteilt, falsch. Religion erfülle im Leben des Einzelnen einen Zweck, nämlich seinen Brain Pain zu heilen, der dadurch entstehe, dass sein Hirn nicht ausgelastet sei. Religion als Vollzug von Ritualen, mit dem Erlebnis von Gemeinschaft oder Musik, beruhige und stabilisiere den religiösen Menschen (Brainsoothing).

## Werke (Auswahl)
- Men in Groups (1969), dt. Warum die Männer wirklich herrschen, BLV, München; Bern; Wien 1972, ISBN 3-405-10978-7.
- The Imperial Animal (mit Robin Fox, 1971), dt. Das Herrentier. Steinzeitjäger im Spätkapitalismus, Bertelsmann, München; Gütersloh; Wien 1973, ISBN 3-570-04599-4.
- The Decline of Males (1999), dt. Auslaufmodell Mann. Die neuen Rollen von Frau und Mann in der modernen Gesellschaft, Deuticke, Wien 2002, ISBN 3-216-30520-1.
- God’s Brain (mit Michael McGuire), Prometheus, Amherst 2010, ISBN 978-1-61614-164-6 (noch nicht auf dt. erschienen).